# Tupou VI
Tupou VI, (nascido 'Aho'eitu 'Unuaki'otonga Tuku'aho; 12 de julho de 1959) oriundo da casa de Tupou, é o atual Rei de Tonga, desde 18 de março de 2012, sucedendo seu irmão mais velho Taufa'ahau Tupou V (George Tupou V).

## Vida
Ele nasceu em Nuku'alofa, Tonga, o terceiro filho e filho mais novo do rei Taufa'ahau Tupou IV e da rainha-mãe Halaevalu Mata'aho. Ele foi educado na Leys School, Cambridge, 1973-77. Em seguida, estudou na Universidade de East Anglia, onde estudou Estudos de Desenvolvimento, de 1977 a 1980. Começou sua carreira no exército, juntando-se o braço naval dos Serviços da Defesa de Tonga em 1982 e tornou-se tenente-comandante em 1987. Formou-se na Escola de Guerra Naval dos Estados Unidos como parte da classe 33, em 1988. De 1990 a 1995, comandou o barco de patrulha Pacific class VOEA Pangai, e seu tempo no comando incluiu as operações de manutenção da paz em Bougainville. Ele se formou com um mestrado em Estudos de Defesa da Universidade de Nova Gales do Sul em 1997 e com um Mestrado em Relações Internacionais pela Universidade de Bond, em 1999.
Em 1998, terminou sua carreira militar para se tornar parte do governo, primeiro como ministro da Defesa e ministro das Relações Exteriores, ao mesmo tempo, de outubro de 1998 até agosto de 2004. Ele assumiu estes postos de seu irmão mais velho Tāufaʻāhau, na época ainda o príncipe herdeiro, que mais tarde se tornou rei Siaosi Tupou V. Foi nomeado primeiro-ministro em 1 de Outubro de 2004, uma função que manteve até sua renúncia súbita, em 11 de fevereiro de 2006, para o qual a razão não ficou claro, mas foi provavelmente devido à agitação no país desde meados de 2005, uma série de protestos pró-democracia chamando para um papel menor para a família real no governo. Seu sucessor designado, Feleti Sevele, foi o primeiro primeiro-ministro de Tonga, que não era um titular de propriedade hereditária ou um membro da aristocracia composta de 33 famílias nobres. Em 2008, 'Aho'eitu foi nomeado primeiro Alto Comissário para a Austrália, cargo que ocupou até sua sucessão ao trono de Tonga em 2012. Em 2013, foi nomeado chanceler da Universidade do Pacífico do Sul.

## Casamento e filhos
'Aho'eitu é casado com uma filha do chefe de alta Vaea, Nanasipau'u Tuku'aho (sua prima de segundo grau) e o casal tem três filhos:
- Sua Alteza Real Princesa Lātūfuipeka Tuku'aho - (n. 1983). Ela seguiu os passos de seu pai sendo a atual Alta Comissária para a Austrália desde agosto de 2012.
- Sua Alteza Real Príncipe Tupouto'a 'Ulukalala (n. 1985, Nuku'alofa). Casou-se em 12 de julho de 2012, com a Hon. Sinaitakala Fakafanua, filha do falecido Alto Chefe Kinikinilau Fakafanua e SAR Princesa Ofeina, Lady Fakafanua, primos em primeiro grau do rei Tupou. Eles têm dois filhos:
  - Sua Alteza Real Príncipe Taufa'ahau Manumataongo (n. 2013).
  - Sua Alteza Real Princesa Halaevalu Mata'aho (n. 2014).
- Sua Alteza Real Príncipe Ata (n. 1988).

## Nome e títulos
É costume na cultura tonganesa os príncipes obterem um título, principalmente tradicional, como são comumente conhecidos (e não mais pelo seu nome batizados). Como tal, durante muitos anos, até a sua confirmação como herdeiro presuntivo, 'Aho'eitu era conhecido por qualquer um ou todos os três títulos que foram dispensados nele ao longo do tempo: Lavaka de ervilha, 'Ata de Kolovai e 'Atatā e'Ulukālala de Vava'u. Estes títulos podem ser utilizadas em qualquer ordem, (a que pertence à área da qual o alto-falante está vindo normalmente primeiro). No entanto, as sequências Lavaka Ata'Ulukālala e 'Ulukālala Lavaka Ata eram os mais comuns.
Desde a sua confirmação como herdeiro presuntivo, ele recebeu o título tradicional de Tupouto'a, reservado para príncipes herdeiros, que seu irmão mais velho (o segundo) teve de desistir porque ele casou-se com uma plebeia, enquanto dois de seus títulos anteriores foram para seus filhos. Como tal, ele foi até sua ascensão ao trono, conhecido como Tupouto'a Lavaka. Seu filho mais velho, Siaosi deve ser conhecido pelo prestigioso título de 'Ulukālala, enquanto o seu segundo filho, Viliami, foi agraciado com 'Ata.

## Coroação

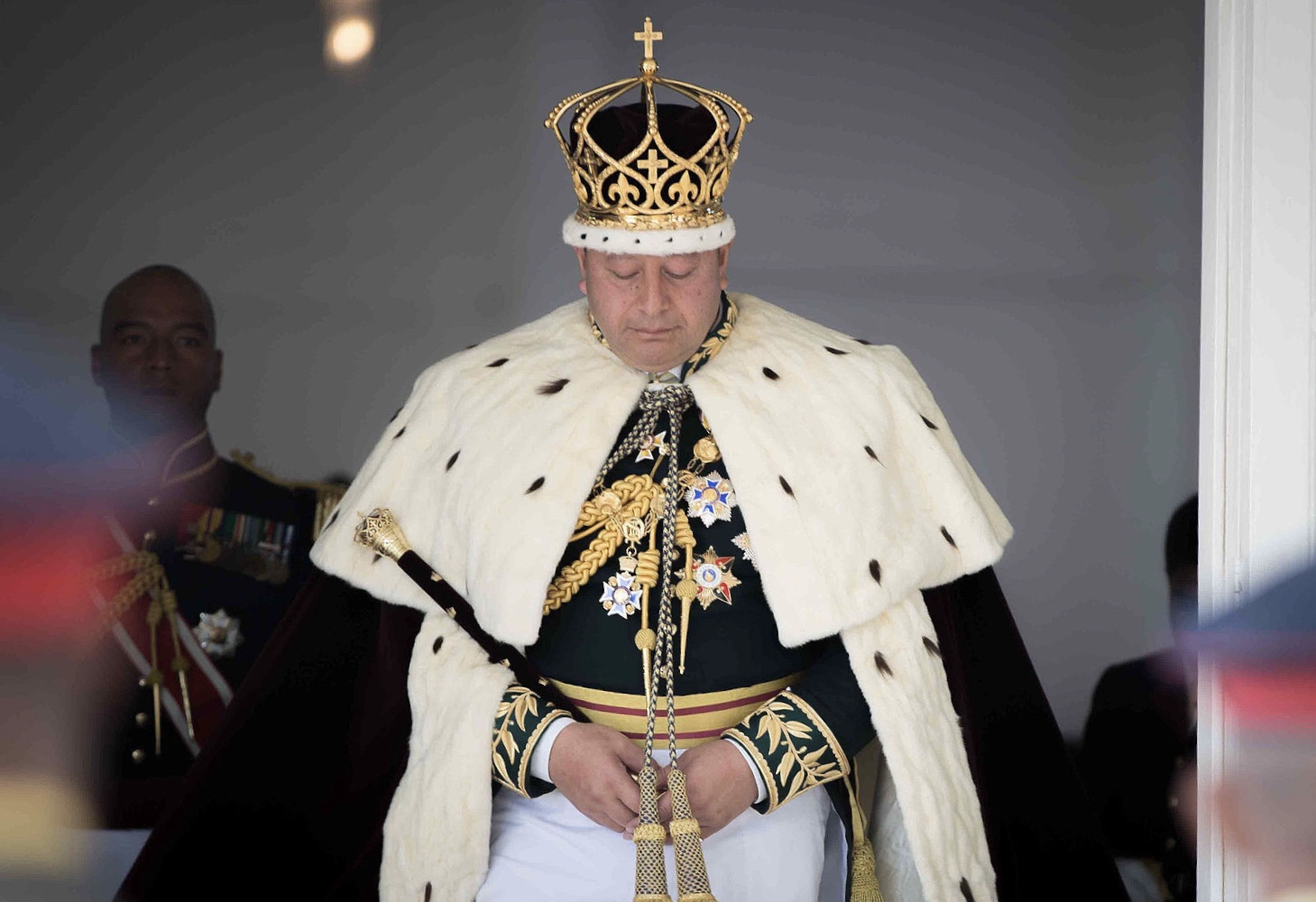
Tupou VI durante a sua cerimónia de coroação.

Rei Tupou VI e a Rainha Nanasipau'u foram coroados em uma cerimônia realizada no Centenário Igreja em Nuku'alofa em 04 de julho de 2015 pelo Reverendo D'Arcy Wood, ministro da Igreja Unida, aposentado na Austrália que nasceu em Tonga. Ele foi auxiliado pelo Reverendo Dr. 'Aiô e reverendo Dr. Tevita Havea, o presidente e o secretário-geral da Igreja Livre Wesleyan de Tonga. As celebrações incluíram muitos convidados internacionais, e um número estimado de 15.000 pessoas, Tongans sua maioria expatriados, foram para juntar as celebrações.
Durante a cerimônia, Tupou VI foi ungido com o óleo santo, adornado com um anel, e apresentado com um cetro. A coroa foi então colocada em sua cabeça por Wood, que realizou a unção e coroação como uma questão de contornar o tabu sobre Tongans nativas que tocam a cabeça do rei. As celebrações ocorreram num total de onze dias, começando uma semana antes da cerimônia.

## Honras

### Ordens nacionais
Ele é Grão-Mestre das Ordens Reais de Tonga:
- : A Ordem Real de Pouono
- : A Ordem Real do rei George Tupou I
- : A maioria Ilustre Ordem da Rainha Salote Tupou III - Cavaleiro da Grande Cruz (31.7.2008)
- : A Real Ordem da Coroa de Tonga
- : A Real Ordem da Fênix
- : The Royal Ordem Militar de St. George
- : Ordem da Casa Real de Tonga - Cavaleiro da Grande Cruz (1.8.2011)

### Condecorações
- : Medalha de Prata do Jubileu de Coroação do Rei Taufa'ahau Tupou IV (1992/07/04)
- : Medalha da Coroação do Rei George Tupou V (31.7.2008)
- : Medalha dos Serviços de Defesa de Serviços Gerais (Bougainville) (1995/07/04)
- : Medalha de boa Conduta da Defesa dos Serviços.